# Jean-Pierre Stock

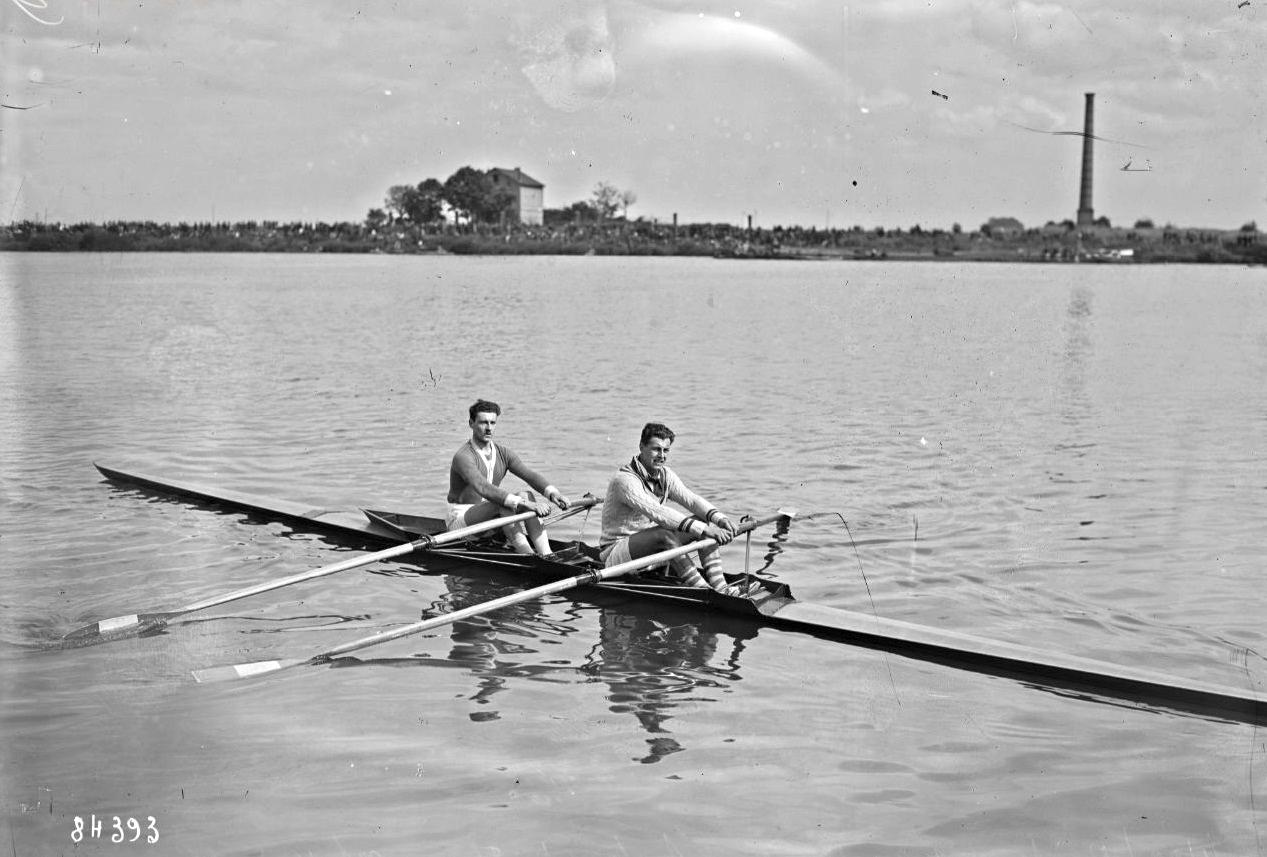
Jean Pierre Stock junto a Marc Detton en Argenteuil durante 1923

Jean-Pierre Stock (5 de abril de 1900-2 de octubre de 1950) fue un deportista francés que compitió en remo.
Participó en los Juegos Olímpicos de París 1924, obteniendo una medalla de plata en la prueba de doble scull. Ganó una medalla de oro en el Campeonato Europeo de Remo de 1925.

## Palmarés internacional
| Juegos Olímpicos   | Juegos Olímpicos       | Juegos Olímpicos | Juegos Olímpicos |
| Año                | Lugar                  | Medalla          | Prueba           |
| ------------------ | ---------------------- | ---------------- | ---------------- |
| 1924               | París (Francia)        | Medalla de plata | Doble scull      |
| Campeonato Europeo |                        |                  |                  |
| Año                | Lugar                  | Medalla          | Prueba           |
| 1925               | Praga (Checoslovaquia) | Medalla de oro   | Doble scull      |